# Separator wody

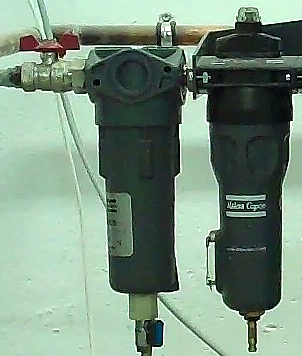
Standardowy odśrodkowy separator wody z filtrem sprężonego powietrza

Separator wody – urządzenie stosowane w technice uzdatniania sprężonego powietrza, służące do jego oczyszczania z cząstek stałych i aerozoli. Separatory wody charakteryzują się prostymi konstrukcjami, niskim kosztami inwestycyjnymi i operacyjnymi oraz wysokim stopniem niezawodności. Jednakże są one stosowane wyłącznie do oddzielania względnie dużych cząsteczek, dlatego też służą jako urządzenia do separacji wstępnej. Są one instalowane w przewodach, rurociągach i sieciach sprężonego powietrza oraz przy urządzeniach i odbiornikach sprężonego powietrza (chłodnice sprężarek, osuszacze, filtry, zbiorniki powietrza, zbiorcze przewody doprowadzające powietrze, linie produkcyjne, obrabiarki sterowane numerycznie).   
Najbardziej rozpowszechnione są następujące rodzaje mechanicznych separatorów wody:
- Separatory odśrodkowe, często nazywane również cyklonowymi, to najczęściej stosowane separatory, w których cząsteczki stałe i kondensatu są oddzielane od sprężonego powietrza przy użyciu sił odśrodkowych, które pojawiają się przy przepływie wirującym turbulentnym. Ich podstawowe elementy to: obudowa, oddzielacz odśrodkowy, osłona separującą oraz spust kondensatu. Oddzielacz odśrodkowy wprawia przepływające powietrze w ruch wirowy. Powstałe w ten sposób siły odśrodkowe powodują, że zanieczyszczenia są separowane z przepływającego powietrza i odrzucane na wewnętrzne ścianki obudowy separatora, po czym dzięki siłom grawitacji spływają do dolnej części separatora. Specjalna osłona separująca zapobiega przedostawaniu się zebranych zanieczyszczeń z powrotem do przepływającego powietrza. Następnie są one usuwane automatycznie z separatora  za pomocą spustu kondensatu, gdy osiągnięty zostanie zadany poziom. Efektywność separacji separatorów odśrodkowych to około 98-99% cząsteczek o wielkości od 10 do 50 mikrometrów.[4]
- Separatory inercyjne zwane również bezwładnościowymi są zazwyczaj używane do separacji ze sprężonego gazu aerozoli w postaci kropel o określonej wielkości. Występują w wersjach z poziomo lub pionowo umieszczonym wlotem powietrza i separują cząsteczki o wielkości od 20 do 40 mikrometrów. W tego typu separatorach następuje szybka zmiana kierunku przepływu kropel wilgoci zawartych w oczyszczanym powietrzu, dzięki czemu wskutek dużej bezwładności uderzają w wewnętrzne ścianki urządzenia i są separowane ze strumienia powietrza[4].

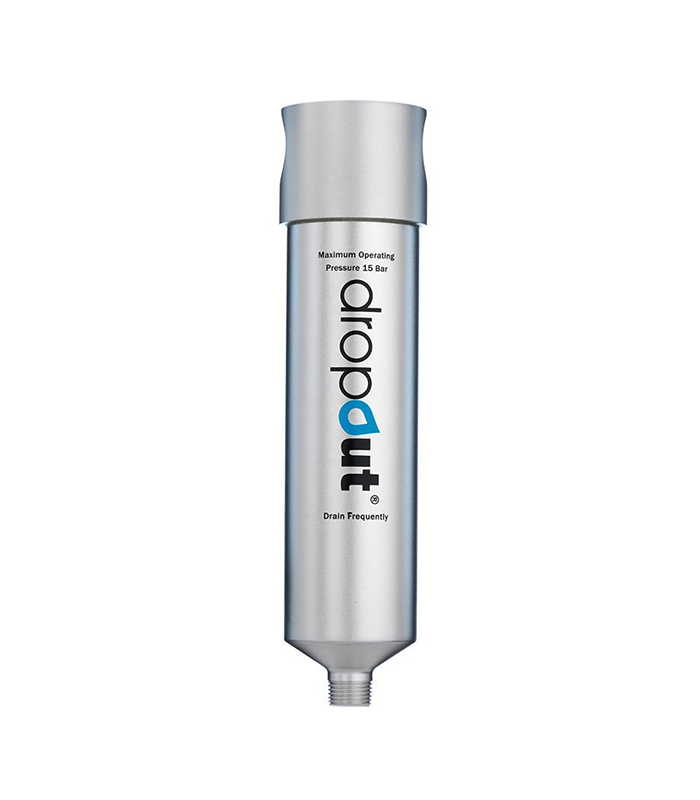
Bezwkładowy separator wody ze stali nierdzewnej typu dropout posiadający certyfikat ATEX (przeznaczony do pracy w strefach zagrożonych wybuchem).

Dzisiejsza technologia uzdatniania powietrza pozwoliła na opracowanie separatorów wody które pozwalają na separację wody i cząstek stałych aż do 99,999% do wielkości 1 mikrona. Zastosowane rozwiązania pozwalają na zastosowanie bezobsługowych separatorów które nie wymagają wymiany wkładów filtrów, co przekłada się na znaczne oszczędności. 